# Linda Sembrant
Linda Birgitta Sembrant (Uppsala, 15 mei 1987) is een Zweeds voetballer. Sinds 2014 speelt zij als verdediger bij het Franse Montpellier HSC.
Sembrant voetbalde onder meer bij de clubs Kopparbergs/Göteborg FC en Tyresö FF. Ze debuteerde in 2008 in het Zweedse nationale elftal, waarmee in ze in 2011 de derde plaats behaalde op het Wereldkampioenschap voetbal in Duitsland. Sembrant maakte eveneens deel uit van de Zweedse voetbalselectie op de Olympische Zomerspelen van 2016, die plaatshadden in Brazilië.
1: Lindahl ·
2: Andersson ·
3: Sembrant ·
4: Glas ·
5: Fischer ·
6: Eriksson ·
7: Janogy ·
8: Hurtig ·
9: Asllani ·
10: Jakobsson ·
11: Blackstenius · 12: Falk · 13: Ilestedt · 14: Roddar · 15: Björn · 16: Zigiotti Olme · 17: Seger · 18: Rolfö · 19: Anvegård · 20: Larsson · 21: Mušović · 22: Schough · 23: Rubensson · Coach: Gerhardsson